# Cephalocoema flavirostris
Cephalocoema flavirostris är en insektsart som först beskrevs av Blanchard 1851.  Cephalocoema flavirostris ingår i släktet Cephalocoema och familjen Proscopiidae. Inga underarter finns listade i Catalogue of Life.